# Brescia Calcio 2008-2009
Questa pagina raccoglie le informazioni riguardanti il Brescia Calcio nelle competizioni ufficiali della stagione 2008-2009.

## Stagione
Nella stagione 2008-2008 il Brescia ha terminato il campionato di Serie B al quarto posto. Dopo la 5ª giornata, il tecnico Serse Cosmi è stato esonerato e sostituito da Nedo Sonetti. A due giornate dal termine del torneo, con il Brescia con 61 punti al quarto posto ed in piena lotta Play-off, Sonetti viene a sua volta esonerato e al suo posto viene ingaggiato Alberto Cavasin. Il quarto posto mantenuto nelle ultime due giornate, ha permesso al Brescia la disputa dei play-off dove ha superato il primo avendo la meglio sull'Empoli, ma perdendo poi la finale contro il Livorno, con il quale ha pareggiato (2-2) in casa la gara di andata e persa (3-0) la gara di ritorno al Picchi. Nella Coppa Italia le rondinelle superano nel secondo turno il Foligno vincendo (2–1 in) casa, quindi sono state eliminate dal Torneo dal Torino sconfitte (2-1) in trasferta. Miglior realizzatore bresciano di stagione Andrea Caracciolo con 17 reti.

## Organigramma societario
Area direttiva
- Presidente: Luigi Corioni

Staff tecnico
- Allenatore: Serse Cosmi (fino al 25 settembre 2008), poi Nedo Sonetti (fino al 20 maggio 2009), poi Alberto Cavasin (41ª-42ª e playoff)
- Allenatore in seconda: Mario Palazzi (fino al 25 settembre 2008), poi Augusto Gentilini
- Allenatore primavera: Giampaolo Saurini
- Preparatore atletico: Francesco Bulletti (fino al 25 settembre 2008), Enrique Miguel, Alessio Squassoni
- Allenatore portieri: Giacomo Violini

Area sanitaria
- Responsabile sanitario: Fabio De Nard

## Rosa
| N. |                     | Ruolo | Calciatore         |
| -- | ------------------- | ----- | ------------------ |
| 1  | Italia (bandiera)   | P     | Emiliano Viviano   |
| 2  | Italia (bandiera)   | D     | Davide Zoboli      |
| 3  | Italia (bandiera)   | C     | Marco Gorzegno     |
| 4  | Italia (bandiera)   | D     | Francesco Bega     |
| 5  | Italia (bandiera)   | C     | Domenico Morfeo    |
| 5  | Italia (bandiera)   | C     | Luca Tognozzi      |
| 6  | Svizzera (bandiera) | C     | Fabrizio Zambrella |
| 7  | Marocco (bandiera)  | C     | Abderrazzak Jadid  |
| 8  | Ungheria (bandiera) | C     | Ádám Vass          |
| 9  | Italia (bandiera)   | A     | Andrea Caracciolo  |
| 11 | Italia (bandiera)   | A     | Riccardo Taddei    |
| 12 | Italia (bandiera)   | P     | Andrea Caroppo     |
| 14 | Ungheria (bandiera) | A     | Róbert Feczesin    |
| 15 | Italia (bandiera)   | D     | Marco Zambelli     |
| 16 | Paraguay (bandiera) | D     | Víctor Mareco      |
| 17 | Belgio (bandiera)   | C     | Omar El Kaddouri   |
| 18 | Italia (bandiera)   | A     | Davide Possanzini  |
| 19 | Italia (bandiera)   | A     | Denis Maccan       |
| 19 | Ungheria (bandiera) | A     | Roland Varga       |
| 20 | Germania (bandiera) | C     | Savio Nsereko      |

| N. |                        | Ruolo | Calciatore         |
| -- | ---------------------- | ----- | ------------------ |
| 20 | Italia (bandiera)      | A     | Stefano Okaka      |
| 21 | Francia (bandiera)     | D     | Sebastian De Maio  |
| 21 | Italia (bandiera)      | D     | Antonio Magli      |
| 22 | Italia (bandiera)      | A     | Maurizio Nassi     |
| 23 | Italia (bandiera)      | D     | Simone Dallamano   |
| 24 | Polonia (bandiera)     | C     | Bartosz Salamon    |
| 25 | Stati Uniti (bandiera) | C     | Danny Szetela      |
| 26 | Costa Rica (bandiera)  | D     | Gilberto Martínez  |
| 27 | Italia (bandiera)      | P     | Michele Arcari     |
| 28 | Svizzera (bandiera)    | D     | Gaetano Berardi    |
| 29 | Romania (bandiera)     | C     | Andrei Coroian     |
| 30 | Italia (bandiera)      | C     | Marco Martina Rini |
| 31 | Italia (bandiera)      | D     | Mauro Bonaccorsi   |
| 32 | Italia (bandiera)      | C     | Roberto Baronio    |
| 33 | Italia (bandiera)      | D     | Andrea Rispoli     |
| 34 | Italia (bandiera)      | C     | Samuele Dragoni    |
| 35 | Italia (bandiera)      | A     | Federico Caon      |
| 36 | Croazia (bandiera)     | D     | Marko Stankovic    |
| 37 | Sudafrica (bandiera)   | C     | Quinton Fortune    |
| 38 | Ghana (bandiera)       | D     | Benjamin Owusu     |

## Calciomercato

### Sessione estiva
| Acquisti | Acquisti        | Acquisti | Acquisti   |
| R.       | Nome            | da       | Modalità   |
| -------- | --------------- | -------- | ---------- |
| D        | Marco Gorzegno  | Spezia   | definitivo |
| C        | Roberto Baronio | Lazio    | prestito   |
| C        | Domenico Morfeo | Parma    | definitivo |

| Cessioni | Cessioni               | Cessioni      | Cessioni      |
| R.       | Nome                   | a             | Modalità      |
| -------- | ---------------------- | ------------- | ------------- |
| D        | Marius Stankevičius    | Sampdoria     | definitivo    |
| C        | Francisco Govinho Lima | -             | svincolato    |
| C        | Roberto De Zerbi       | Napoli        | fine prestito |
| C        | Alessio Tacchinardi    | -             | svincolato    |
| C        | Leandro Depetris       | Independiente | definitivo    |
| C        | Luigi Alberto Scaglia  | Lumezzane     | prestito      |
| C        | Federico Ciasca        | Lumezzane     | prestito      |
| A        | Fabio Bazzani          | -             | svincolato    |
| A        | Adama Fofana           | Como          | definitivo    |

### Sessione invernale
| Acquisti | Acquisti       | Acquisti | Acquisti   |
| R.       | Nome           | da       | Modalità   |
| -------- | -------------- | -------- | ---------- |
| C        | Luca Tognozzi  | Reggina  | prestito   |
| A        | Stefano Okaka  | Roma     | prestito   |
| A        | Maurizio Nassi | Ancona   | definitivo |

| Cessioni | Cessioni        | Cessioni     | Cessioni   |
| R.       | Nome            | a            | Modalità   |
| -------- | --------------- | ------------ | ---------- |
| C        | Domenico Morfeo | Cremonese    | definitivo |
| C        | Savio Nsereko   | West Ham Utd | definitivo |

## Risultati

### Serie B

#### Andata
| Arbitro: | Saccani (Mantova) |

|                               |           |                                  |
| Lodi 35’ (rig.) Vannucchi 85’ | Marcatori | 70’ A. Caracciolo 90’ Possanzini |

| Brescia 16 settembre 2008, ore 18:45 CEST 2ª giornata | Brescia              | 0 – 0 referto | Treviso | Stadio Mario Rigamonti (4000 spett.)\| Arbitro: \| Cavarretta (Trapani) \| |
| Arbitro:                                              | Cavarretta (Trapani) |               |         |                                                                            |

| Arbitro: | Rosetti (Torino) |

|                    |           |                          |
| Cavalli 90’ (rig.) | Marcatori | 45’ (rig.) A. Caracciolo |

| Arbitro: | Pinzani (Empoli) |

|                            |           |           |
| Nsereko 72’ Possanzini 85’ | Marcatori | 52’ Pesce |

| Arbitro: | Trefoloni (Siena) |

|                                 |           |  |
| Miramontes 16’ Mastronunzio 48’ | Marcatori |  |

| Brescia 29 settembre 2008, ore 21:00 CEST 6ª giornata | Brescia          | 0 – 0 referto | Parma | Stadio Mario Rigamonti (5000 spett.)\| Arbitro: \| Rocchi (Firenze) \| |
| Arbitro:                                              | Rocchi (Firenze) |               |       |                                                                        |

| Arbitro: | Scoditti (Bologna) |

|                   |           |           |
| Gorzegno 45’, 81’ | Marcatori | 55’ Dedic |

| Arbitro: | Tommasi (Bassano del Grappa) |

|                             |           |  |
| Vantaggiato 25’ (rig.), 77’ | Marcatori |  |

| Arbitro: | C. Russo (Nola) |

|                                                 |           |                             |
| A. Caracciolo 56’ (rig.) Zoboli 73’ Szetela 87’ | Marcatori | 48’ Della Rocca 90’ Gorgone |

| Arbitro: | Pinzani (Empoli) |

|              |           |                                                   |
| Oliveira 12’ | Marcatori | 24’ (rig.) A. Caracciolo 33’ Feczesin 63’ Baronio |

| Arbitro: | Ayroldi (Molfetta) |

|              |           |  |
| Zambelli 62’ | Marcatori |  |

| Arbitro: | Orsato (Schio) |

|                       |           |  |
| Tavano 31’ Loviso 66’ | Marcatori |  |

| Arbitro: | Tozzi (Ostia Lido) |

|  |           |                 |
|  | Marcatori | 78’ Moscardelli |

| Arbitro: | Dondarini (Finale Emilia) |

|           |           |                  |
| Vasko 78’ | Marcatori | 1’ A. Caracciolo |

| Arbitro: | N. Stefanini (Prato) |

|                              |           |           |
| Zambrella 27’ Possanzini 67’ | Marcatori | 18’ Volta |

| Arbitro: | Giannoccaro (Lecce) |

|  |           |                        |
|  | Marcatori | 53’, 74’ A. Caracciolo |

| Arbitro: | Rizzoli (Bologna) |

|                |           |  |
| Possanzini 40’ | Marcatori |  |

| Arbitro: | Ciampi (Roma) |

|                            |           |  |
| Meggiorini 18’ Carteri 51’ | Marcatori |  |

| Arbitro: | Pierpaoli (Firenze) |

|                   |           |  |
| A. Caracciolo 34’ | Marcatori |  |

| Modena 27 gennaio 2009, ore 15:00 CEST 20ª giornata | Sassuolo                    | 0 – 0 referto | Brescia | Stadio Alberto Braglia (2717 spett.)\| Arbitro: \| Girardi (San Donà di Piave) \| |
| Arbitro:                                            | Girardi (San Donà di Piave) |               |         |                                                                                   |

| Arbitro: | Dondarini (Finale Emilia) |

|                                 |           |  |
| Zoboli 25’ 34’ Nsereko 72’, 74’ | Marcatori |  |

#### Ritorno
| Arbitro: | Gava (Conegliano) |

|                                  |           |  |
| Mareco 15’ Possanzini 39’ (rig.) | Marcatori |  |

| Arbitro: | N. Stefanini (Prato) |

|                                 |           |                       |
| Zigoni 1’ Gissi 70’ Musetti 84’ | Marcatori | 9’ Taddei 36’ Rispoli |

| Brescia 7 febbraio 2009, ore 16:00 CEST 24ª giornata | Brescia              | 0 – 0 referto | Bari | Stadio Mario Rigamonti (4919 spett.)\| Arbitro: \| Farina (Novi Ligure) \| |
| Arbitro:                                             | Farina (Novi Ligure) |               |      |                                                                            |

| Arbitro: | C. Russo (Nola) |

|                  |           |  |
| Zoboli 7’ (aut.) | Marcatori |  |

| Arbitro: | Romeo (Verona) |

|                                   |           |  |
| Okaka 33’ Tognozzi 72’ Zoboli 85’ | Marcatori |  |

| Arbitro: | Rizzoli (Bologna) |

|              |           |  |
| Paloschi 37’ | Marcatori |  |

| Arbitro: | Trefoloni (Siena) |

|  |           |                                        |
|  | Marcatori | 21’ 90’ (rig.) A. Caracciolo 74’ Okaka |

| Arbitro: | Pinzani (Empoli) |

|  |           |              |
|  | Marcatori | 45’ Cipriani |

| Arbitro: | Rocchi (Firenze) |

|                 |           |                                 |
| Della Rocca 37’ | Marcatori | 34’ Zambrella 44’ A. Caracciolo |

| Arbitro: | Giannoccaro (Lecce) |

|                   |           |              |
| Ungari 26’ (aut.) | Marcatori | 36’ Biabiany |

| Arbitro: | Dondarini (Finale Emilia) |

|                                                |           |  |
| Ciaramitaro 47’ Iunco 63’ Di Napoli 73’ (rig.) | Marcatori |  |

| Arbitro: | Tagliavento (Terni) |

|                             |           |               |
| A. Caracciolo 1’ 75’ (rig.) | Marcatori | 3’ 50’ Tavano |

| Arbitro: | Girardi (San Donà di Piave) |

|                                |           |                                |
| Moscardelli 44’ E. Ferraro 88’ | Marcatori | 28’ Tognozzi 84’ A. Caracciolo |

| Arbitro: | Candussio (Cervignano del Friuli) |

|                                                  |           |  |
| Gorzegno 78’ Taddei 84’ A. Caracciolo 90’ (rig.) | Marcatori |  |

| Arbitro: | Trefoloni (Siena) |

|                |           |                          |
| Bjelanovic 75’ | Marcatori | 28’ Rispoli 36’ Gorzegno |

| Brescia 25 aprile 2009, ore 16:00 CEST 37ª giornata | Brescia                      | 0 – 0 referto | Mantova | Stadio Mario Rigamonti (4504 spett.)\| Arbitro: \| Tommasi (Bassano del Grappa) \| |
| Arbitro:                                            | Tommasi (Bassano del Grappa) |               |         |                                                                                    |

| Arbitro: | Bergonzi (Genova) |

|             |           |                |
| Ruopolo 15’ | Marcatori | 64’ Possanzini |

| Brescia 9 maggio 2009, ore 16:00 CEST 39ª giornata | Brescia         | 0 – 0 referto | Cittadella | Stadio Mario Rigamonti (2931 spett.)\| Arbitro: \| Peruzzo (Schio) \| |
| Arbitro:                                           | Peruzzo (Schio) |               |            |                                                                       |

| Arbitro: | Saccani (Mantova) |

|                       |           |                |
| Mora 4’ Pichlmann 42’ | Marcatori | 78’ Possanzini |

| Arbitro: | Rosetti (Torino) |

|                                                         |           |                         |
| Baronio 18’ (rig.) Taddei 44’ Zoboli 70’ Possanzini 90’ | Marcatori | 28’ Masucci 79’ Noselli |

| Arbitro: | Ayroldi (Molfetta) |

|  |           |               |
|  | Marcatori | 90’ Zambrella |

### Play-off

#### Semifinale
| Arbitro: | Gava (Conegliano) |

|         |           |             |
| Lodi 6’ | Marcatori | 24’ Baronio |

| Arbitro: | Damato (Barletta) |

|                                 |           |  |
| Zoboli 54’ Vass 92’ Rispoli 94’ | Marcatori |  |

#### Finale
| Arbitro: | Rizzoli (Bologna) |

|                |           |                         |
| Taddei 31’ 51’ | Marcatori | 10’ Diamanti 14’ Tavano |

| Arbitro: | Morganti (Ascoli Piceno) |

|                                      |           |  |
| Tavano 50’ Diamanti 60’ Bergvold 74’ | Marcatori |  |

### Coppa Italia
| Arbitro: | Orsato (Schio) |

|                              |           |                |
| A. Caracciolo 5’ (rig.), 87’ | Marcatori | 53’ De Stefano |

| Arbitro: | Bergonzi (Genova) |

|                                   |           |                |
| Rosina 63’ (rig.) Di Michele 104’ | Marcatori | 34’ Possanzini |

## Statistiche

### Statistiche di squadra
| Competizione | Punti | In casa | In casa | In casa | In casa | In casa | In casa | In trasferta | In trasferta | In trasferta | In trasferta | In trasferta | In trasferta | Totale | Totale | Totale | Totale | Totale | Totale | DR  |
| Competizione | Punti | G       | V       | N       | P       | Gf      | Gs      | G            | V            | N            | P            | Gf           | Gs           | G      | V      | N      | P      | Gf     | Gs     | DR  |
| ------------ | ----- | ------- | ------- | ------- | ------- | ------- | ------- | ------------ | ------------ | ------------ | ------------ | ------------ | ------------ | ------ | ------ | ------ | ------ | ------ | ------ | --- |
| Serie B      | 67    | 21      | 12      | 7       | 2       | 31      | 12      | 21           | 6            | 6            | 9            | 23           | 28           | 42     | 18     | 13     | 11     | 54     | 40     | +14 |
| Play-off     |       | 2       | 1       | 1       | 0       | 5       | 2       | 2            | 0            | 1            | 1            | 1            | 4            | 4      | 1      | 2      | 1      | 6      | 6      | 0   |
| Coppa Italia |       | 1       | 1       | 0       | 0       | 2       | 1       | 1            | 0            | 0            | 1            | 1            | 2            | 2      | 1      | 0      | 1      | 3      | 3      | 0   |
| Totale       |       | 24      | 14      | 8       | 2       | 38      | 15      | 24           | 6            | 7            | 11           | 25           | 34           | 48     | 20     | 15     | 13     | 63     | 49     | +14 |

### Statistiche dei giocatori
| Giocatore       | Serie B  | Serie B | Serie B     | Serie B    | Coppa Italia | Coppa Italia | Coppa Italia | Coppa Italia | Totale   | Totale | Totale      | Totale     |
| Giocatore       | Presenze | Reti    | Ammonizioni | Espulsioni | Presenze     | Reti         | Ammonizioni  | Espulsioni   | Presenze | Reti   | Ammonizioni | Espulsioni |
| --------------- | -------- | ------- | ----------- | ---------- | ------------ | ------------ | ------------ | ------------ | -------- | ------ | ----------- | ---------- |
| E. Viviano      | 35       | -31     | 0           | 2          | 1            | -2           | 0            | 0            | 36       | -33    | 0           | 2          |
| D. Zoboli       | 32       | 5       | 10          | 1          | -            | -            | -            | -            | 32       | 5      | 10          | 1          |
| M. Gorzegno     | 24       | 4       | 10          | 0          | 2            | 0            | 0            | 0            | 26       | 4      | 10          | 0          |
| F. Bega         | 12       | 0       | 4           | 2          | 1            | 0            | 0            | 0            | 13       | 0      | 4           | 2          |
| L. Tognozzi     | 18       | 2       | 4           | 0          | -            | -            | -            | -            | 18       | 2      | 4           | 0          |
| F. Zambrella    | 35       | 3       | 8           | 0          | 2            | 0            | 0            | 0            | 37       | 3      | 8           | 0          |
| A. Jadid        | 1        | 0       | 0           | 1          | -            | -            | -            | -            | 1        | 0      | 0           | 1          |
| Á. Vass         | 29       | 0       | 4           | 1          | 2            | 0            | 0            | 0            | 31       | 0      | 4           | 1          |
| A. Caracciolo   | 29       | 15      | 6           | 1          | 2            | 2            | 0            | 0            | 31       | 17     | 6           | 1          |
| R. Taddei       | 23       | 2       | 1           | 1          | 1            | 0            | 0            | 0            | 24       | 2      | 1           | 1          |
| A. Caroppo      | 0        | 0       | 0           | 0          | 0            | 0            | 0            | 0            | 0        | 0      | 0           | 0          |
| R. Feczesin     | 19       | 1       | 0           | 0          | 1            | 0            | 0            | 0            | 20       | 1      | 0           | 0          |
| M. Zambelli     | 29       | 1       | 6           | 1          | 2            | 0            | 1            | 1            | 31       | 1      | 7           | 2          |
| V.H. Mareco     | 34       | 0       | 12          | 1          | 2            | 0            | 0            | 0            | 36       | 0      | 12          | 1          |
| O. El Kaddouri  | 1        | 0       | 0           | 0          | -            | -            | -            | -            | 1        | 0      | 0           | 0          |
| D. Possanzini   | 22       | 7       | 4           | 0          | 2            | 1            | 1            | 0            | 24       | 8      | 5           | 0          |
| D. Maccan       | 8        | 0       | 1           | 0          | 0            | 0            | 0            | 0            | 8        | 0      | 1           | 0          |
| S. De Maio      | 3        | 0       | 0           | 0          | 1            | 0            | 0            | 0            | 4        | 0      | 0           | 0          |
| S. Dallamano    | 17       | 0       | 1           | 0          | -            | -            | -            | -            | 17       | 0      | 1           | 0          |
| B. Salamon      | 8        | 0       | 3           | 0          | -            | -            | -            | -            | 8        | 0      | 3           | 0          |
| D. Szetela      | 16       | 1       | 2           | 0          | 1            | 0            | 0            | 0            | 17       | 1      | 2           | 0          |
| G. Martínez     | 28       | 0       | 1           | 0          | 1            | 0            | 0            | 0            | 29       | 0      | 1           | 0          |
| M. Arcari       | 6        | -9      | 1           | 0          | 1            | -1           | 0            | 0            | 7        | -10    | 1           | 0          |
| G. Berardi      | 25       | 0       | 6           | 0          | 2            | 0            | 1            | 0            | 27       | 0      | 7           | 0          |
| M. Martina Rini | 0        | 0       | 0           | 0          | 1            | 0            | 0            | 0            | 1        | 0      | 0           | 0          |
| R. Baronio      | 29       | 2       | 5           | 0          | -            | -            | -            | -            | 29       | 2      | 5           | 0          |
| A. Rispoli      | 17       | 1       | 1           | 0          | 0            | 0            | 0            | 0            | 17       | 1      | 1           | 0          |
| S. Dragoni      | 0        | 0       | 0           | 0          | -            | -            | -            | -            | 0        | 0      | 0           | 0          |
| F. Caon         | 0        | 0       | 0           | 0          | -            | -            | -            | -            | 0        | 0      | 0           | 0          |
| S. Nsereko      | 17       | 3       | 5           | 0          | 2            | 0            | 1            | 0            | 19       | 3      | 6           | 0          |
| S. Okaka        | 16       | 2       | 4           | 0          | -            | -            | -            | -            | 16       | 2      | 4           | 0          |
| M. Nassi        | 12       | 0       | 3           | 0          | -            | -            | -            | -            | 12       | 0      | 3           | 0          |
| Q. Fortune      | 1        | 0       | 0           | 0          | -            | -            | -            | -            | 1        | 0      | 0           | 0          |
| B. Owusu        | 1        | 0       | 0           | 0          | -            | -            | -            | -            | 1        | 0      | 0           | 0          |
| D. Morfeo       | -        | -       | -           | -          | 1            | 0            | 0            | 0            | 1        | 0      | 0           | 0          |